# Médaille exceptionnelle d'excellence en ingénierie de la NASA

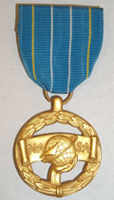
médaille exceptionnelle d'excellence en ingénierie de la NASA

La médaille exceptionnelle d'excellence en ingénierie de la NASA (en anglais NASA Exceptional Engineering Achievement Medal abrégée EEAM) a été créée par la NASA en 1981 pour reconnaître les contributions d'ingénierie exceptionnellement significatives dans la réalisation d'objectifs aéronautiques ou d'exploration spatiale. Cette récompense est attribuée pour des efforts individuels visant à appliquer des principes ou des méthodes d'ingénierie ayant abouti à une contribution d'importance fondamentale dans ce domaine, ayant considérablement amélioré la compréhension de ce domaine ou ayant fait progresser de manière significative l'état de la pratique, comme en témoigne une application aux systèmes aérospatiaux.

## Lauréats récents

### 2006
Les lauréats de 2006 incluent :  
- Claude A. Bryant
- Keyur C. Patel
- Frank J. Vaughn
- Walter C. Engelund
- Donald R. Pettit
- Russell A. Wincheski
- John P. McManamen
- John W. Slater
- Russell A. Paielli
- James L. Walker

### 2007
Les lauréats de 2007 incluent :  
- James Baughman
- Kendall Brown
- Steven Fredrickson
- Charles Harris
- Michael Kirsch
- Chia-Yen Peng
- Scott Berry
- Michael Burms
- Lawrence Freudinger
- Eastwood Im
- Joseph Lavelle
- Todd Bonalsky
- K. Cramer
- Robert Hall
- David Iverson
- Pappu Murthy
- Shannon Bragg-Sitton
- John Edwards
- Steven Harrah
- Steven Jones
- Shahana Pagen

### 2008
Les lauréats de 2008 incluent :  
- W. Keith Belvin
- Charles Camarda
- Dennis J. Eichenberg
- Stephen F. Harvin
- Roger Mattson
- Stephen Scotti
- John A. Wagner
- Thomas F. Zoladz
- Jeffrey S. Boyer
- Rebecca Castano
- Ronald M. Galvez
- Dan Jackson
- Robert E. McMurray
- Stephen Snodgrass
- William P. Winfree
- John R. Brophy
- Brian K. Cooper
- Thomas W. Goodnight
- William A. Kilgore
- Patrick F. Morrissey
- Ashitey Trebi-Ollennu
- Michael J. Wright
- Jay Brusse
- Lyle T. Davis
- George R. Harpster
- David J. Mangus
- David J. Pogue
- Glenn Rakow
- Katherine P. Vanhooser
- Pen-Shu Yeh

### 2009
Les lauréats de 2009 incluent :  
- Ayman A. Abdallah
- Shawn P. Breeding[2]
- Prasun N. Desai
- Mark G. Femminineo
- Lorie R. Grimes-Ledesma
- Jonathan E. Jones[2]
- Mary J. Li
- Daniel L. Polis
- Michael J. Schuh
- John M. Van Eepoel
- Shannon J. Zelinski
- Mark A. Balzer
- Chad B. Bryant[2]
- Theodore R. Drain
- Gerard Floyd
- Scott Hensley
- Dennis L. Kern
- Frank S. Milos
- John K. Ramsey
- Regina L. Spellman
- Philip R. Ward
- Thomas G. Bialas
- James M. Corliss
- Michael J. Dube
- Dion T. Fralick
- Brent W. Jett
- Won S. Kim
- Bo J. Naasz
- Giulio Rosanova
- Thomas R. Stevenson
- Harold D. Wiedemuth
- Richard K. Bird
- Michael J. Deliz
- Sandra K. Elam[2]
- Gani B. Ganapathi
- William T. K. Johnson
- Raymond J. Lanzi
- Allen R. Parker
- Dara Sabahi
- Oscar Toledo
- Thomas C. Williams[2]

### 2010
Les lauréats de 2010 incluent :  
- Timothy C. Adams
- Steve N. Beck
- Ed Cheung
- Myron A. Diftler
- Thomas Friedmann
- Martin B. Houghton
- Eugene A. Morelli
- Paul W. Roberts
- James Taylor
- Dennis Albaijes
- Daniel L. Berry
- D. Steven Cooley
- Marcia S. Domack
- Daniel B. Gazda
- Young K. Kim
- David E. Myers
- Jose I. Rodriguez
- John C. Thesken
- Christian C. Bechtold
- Kevin R. Boyce
- Mark G. D’Agostino
- Richard E. Dyke
- Michael G. Gilbert
- Darlene S. Lee
- Janiene Pape
- Don J. Roth
- Jirong Yu
- Robin A. Beck
- Scott C. Burleigh
- Paul M. Danehy
- David F. Everett
- Mark W. Hilburger
- Joseph C. Lewis
- John C. Pearson
- Henry P. Sampler
- Daniel E. Yuchnovicz